# Theme from The Dukes of Hazzard (Good Ol' Boys)
"Theme from The Dukes of Hazzard (Good Ol' Boys)" is een country-nummer van de Amerikaanse zanger Waylon Jennings. Het nummer is afkomstig van zijn album Music Man, en is vooral bekend als titelsong van de televisieserie The Dukes of Hazzard.
De single werd een nummer 1-hit in de Billboard magazine Hot Country Singles-lijst van 1980.

## Geschiedenis
Jennings speelde mee als verteller in de film Moonrunners uit 1975. Toen de serie The Dukes of Hazzard, welke gebaseerd was op deze film, werd gemaakt, werd hij wederom gevraagd als verteller. Tevens kreeg hij het verzoek om een titelsong te schrijven.
Jennings maakte twee versies van de titelsong, een voor de televisieserie en een voor reclamedoeleinden en uitzendingen op de radio. Het verschil tussen de twee versies is als volgt:
- De radioversie is iets langer vanwege een muzikale brug na het eerste couplet en refrein.
- Het laatste couplet is in beide versies anders. In de tv-versie gaat het laatste couplet duidelijk over Bo en Luke Duke, en wordt afgesloten met de zin "Fightin' the system like two modern-day Robin Hoods" gevolgd door de kreet "Yee-haw!" van de twee personages. In de radioversie gaat het derde couplet over Jennings zelf, en bevat een humoristische verwijzing naar zijn rol in de serie. Hij zingt namelijk hoe zijn moeder niet kan begrijpen dat ze wel zijn handen maar niet zijn gezicht op tv vertonen. Dit is een referentie naar het introfilmpje van The Dukes of Hazzard, waarin men Jennings op een gitaar ziet spelen maar zijn gezicht buiten beeld blijft.

## Hitlijsten
"Theme From The Dukes of Hazzard (Good Ol' Boys)" werd Jennings' twaalfde nummer 1 countryhit. Het werd ook zijn grootste hit in de Billboard Hot 100, waar het nummer de 21e plek wist te veroveren.
De single werd een gouden plaat na de verkoop van het een miljoenste exemplaar.
| Chart (1980)                       | Hitlijst positie |
| ---------------------------------- | ---------------- |
| U.S. Billboard Hot Country Singles | 1                |
| U.S. Billboard Hot 100             | 21               |
| Canadian RPM Country Tracks        | 2                |

## Andere versies
Het lied is gecoverd door de Zweedse Lo-fi-groep Loosegoats. Deze versie staat alleen op hun demo-album For Sale by Owner.
Rapper Lil Wyte nam een versie van het nummer op in zijn lied "Comin' Yo Direction".
Voor zijn dood nam Jennings samen met Willie Nelson en Ben Jones een verlengde versie van het lied op. Waylon Jennings' zoon, Shooter Jennings, zingt het nummer nog geregeld.
In 2006 maakten acteurs John Schneider (Bo Duke), Tom Wopat (Luke Duke), en Catherine Bach (Daisy Duke) een videoclip voor het nummer, welke is verwerkt op de dvd van het 7e seizoen van de serie.
In de Dukes of Hazzard-film uit 2005 is een opname van Waylon Jennings te horen.
Voor de film The Dukes of Hazzard: The Beginning nam countryzanger John Anderson een versie van het nummer op.